# IC 2351
IC 2351 је појединачна звијезда у сазвјежђу Рак која се налази на листи објеката дубоког неба у Индекс каталогу.
Деклинација објекта је + 18° 35' 18" а ректасцензија 8h 24m 30,3s.